# Flammendurchschlagsicherung

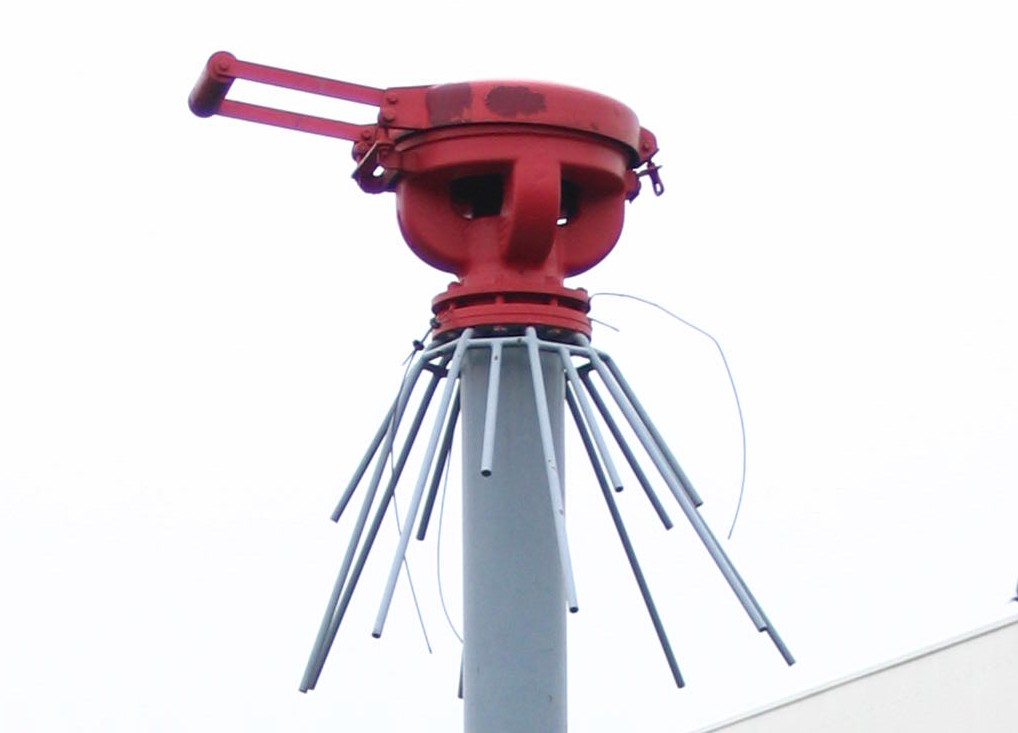
Flammendurchschlagsicherung (dauerbrandsichere Deflagrations-Endsicherung) an der Entgasungsleitung eines stillgelegten Kohlenbergbauschachtes; sie wird umgangssprachlich als Protegohaube bezeichnet

Flammendurchschlagsicherungen sind Armaturen, welche als sog. „autonome Schutzsysteme“ die Ausbreitung einer Explosion in andere Anlagenteile verhindern sollen. Es werden statische und dynamische Flammensperren unterschieden. Sie müssen insbesondere dann eingebaut werden, wenn sich explosionsfähige Gas-Luft-Gemische bilden können und sich eine Explosion in Behälter oder Anlagenteile ausbreiten kann, die nicht explosionsfest (explosionsdruckfest bzw. explosionsdruckstoßfest) ausgelegt sind. Systeme sind explosionsdruckfest, wenn sie bei einer inneren Explosion dem auftretenden maximalen Explosionsdruck standhalten, ohne dass es zu einer Verformung der Betroffenen Anlagen(-komponenten) kommt und diese im Anschluss noch immer technisch dicht sind. Als Explosionsdruckstoßfest bezeichnet man Systeme, die unter Ausnutzung der Werkstoffduktilität dem auftretenden maximalen Explosionsdruck (eben ggf. mit plastischer Verformung) Stand halten und danach technisch dicht bleiben. Mit diesen Einrichtungen soll durch eine explosionsschutztechnische Entkoppelung eine Explosionsübertragung auf andere nachgeschaltete Anlagenteile oder in Freie verhindert werden. Es handelt sich um Bauteile des konstruktiven Explosionsschutzes, welche als Tertiärschutzmaßnahme die Auswirkung einer Explosion auf ein beherrschbares Maß beschränken. Flammendurchschlagsicherungen sind Armaturen für den Explosionsschutz. Sie werden auch als Flammensperre oder Kito bezeichnet. Kito ist die Abkürzung für Kiestopf, dies ist die ursprüngliche Bauform der Flammendurchschlagsicherung.
Flammendurchschlagsicherungen sind i. d. R. über die Europäische Norm EN ISO 16852:2016 definiert, die als deutsche Norm übernommen wurde. Die EN ISO 16852:2016 löste die frühere EN 12874:2001 ab.
Die Wirkungsweise beruht darauf, dass eine Flammenfront durch Einbauten (z. B. aufgewickelte Siebbleche, Kiesschüttung) soweit gekühlt wird, dass eine Flamme sich hinter der Flammendurchschlagsicherung nicht weiter ausbreiten kann. Man unterscheidet zwischen:
- Deflagrationssicherungen und
- Detonationssicherungen.

Welche Art von Flammendurchschlagsicherungen eingesetzt wird, hängt in der Praxis vom Medium, vom Abstand zur Zündquelle und von der Anwendung (Rohrsicherung, Endsicherung) ab.

## Definitionen

### Deflagrationssicherung
Die Deflagrationssicherung dient der Verhinderung der Ausbreitung einer Deflagration in quasi drucklosen geschlossenen Systemen, indem die Flamme in der Sicherung gelöscht wird. Hierfür werden Bandsicherungen mit engen Spalten und früher Kiesschüttungen verwendet. Deflagrationssicherungen müssen nahe am Ort der Zündung installiert werden. Vorgeschaltete gerade Rohrleitungen dürfen ein Verhältnis von Durchmesser zur Länge (D/L) von maximal 1:50 nicht überschreiten.
Endsicherungen (an Tanks oder Entlüftungsleitungen) sind Deflagrationssicherungen, da sie am Entstehungsort der Zündung an der Verbindung der Beatmungsleitung zur Atmosphäre installiert sind. Endsicherungen sind häufig dauerbrandfest, d. h. ein länger anhaltender Brand führt nicht zu einer Beeinträchtigung der Sicherheitseinrichtung aufgrund der Erwärmung der Armatur. Endsicherungen, die nicht dauerbrandsicher sind, können mit einem Temperatursensor ausgerüstet werden, welcher automatisch die Unterbrechung des Gasstromes einleitet, z. B. durch Schließen eines Ventils oder die Abschaltung einer Pumpe.
Baumusterprüfungen nach ATEX-Richtlinie 2014/34/EU und EN ISO 16852 sind gültig für einen Betriebsdruck von maximal 1,1 bar (absolut) und einer maximalen Betriebstemperatur von 60 °C. Die Spaltweite der Bandsicherung wird durch den verwendeten explosionsfähigen Stoff bestimmt; die bestimmende Größe ist die Explosionsgruppe.

### Detonationssicherung

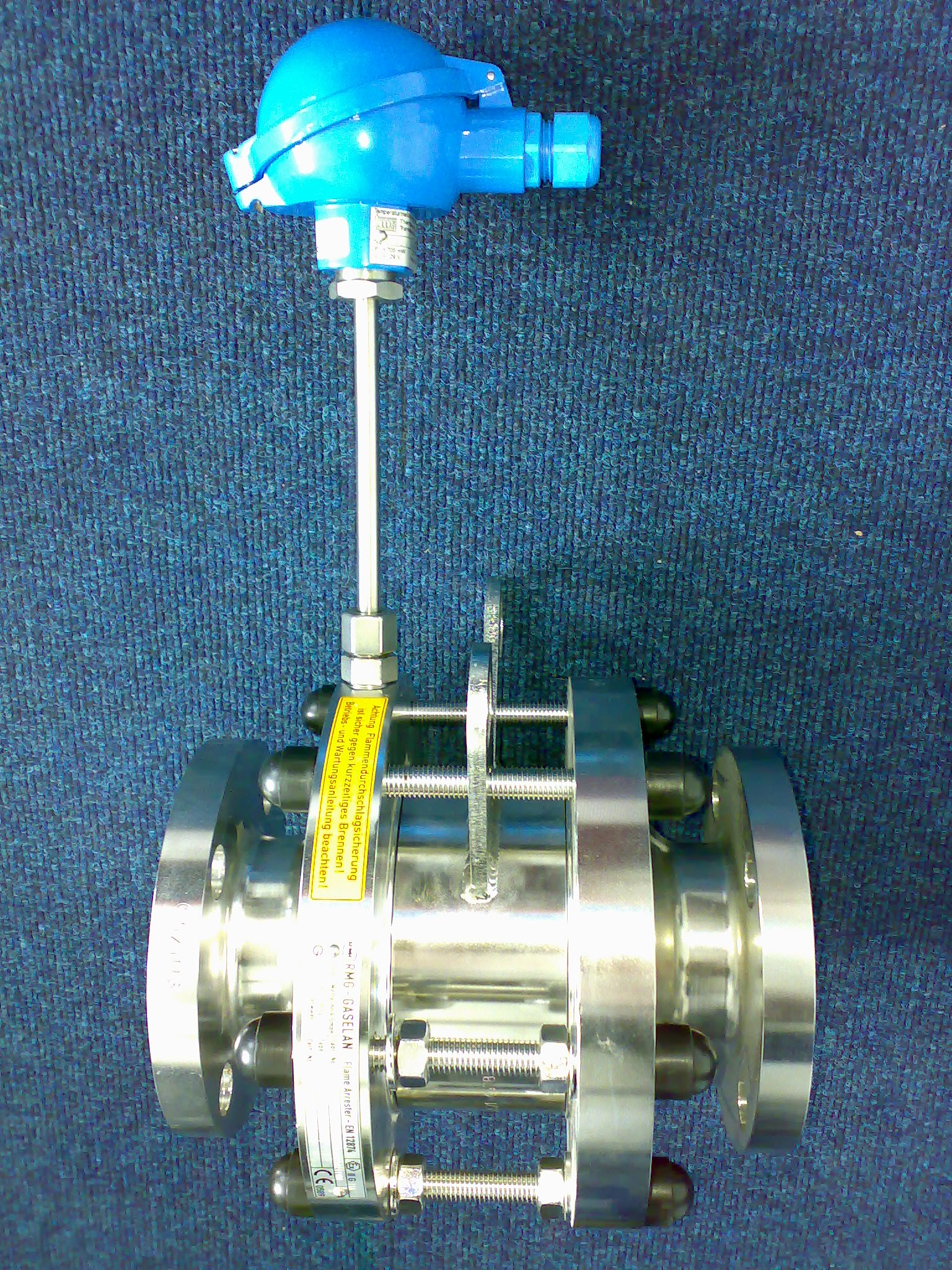
Detonationsrohrsicherung mit Temperatursensor (Typ RMG 933-S)

Die Detonationssicherung löscht die Flammen in Rohrleitungen nach einer Gasdetonation und verhindert die Ausbreitung eines Nachbrandes. Eine stabile Detonation bildet sich in einer Rohrleitung ab einem Verhältnis D/L von größer als 1:120 aus. Im Fall von D/L-Verhältnissen 1:50 bis 1:120 bilden sich instabile Detonationen aus, die für den Einbau von Detonationssicherungen möglichst gemieden werden sollte. Eine Detonation ist durch Flammengeschwindigkeiten im Überschallbereich (ca. 1600 bis 2000 m/s) charakterisiert. Die Flammenausbreitung durch eine Detonation in den weiter entfernt liegenden Anlagenteilen kann durch Detonationsrohrsicherungen unterbunden werden.

### Maßnahmen bei einem Dauerbrand
Flammendurchschlagsicherungen werden als dauerbrandsichere und nicht dauerbrandsichere Ausführung angeboten. Durch die Flammeneinwirkung wird die Sicherung erhitzt und bei längerer Flammenbeaufschlagung kann die Flamme bei der nicht dauerbrandsicheren Ausführung durchzünden. In diesen Fällen ist auf der Seite, auf der die Zündung zu erwarten ist, ein Temperatursensor einzubauen, bei dessen Auslösung der Stoffstrom unterbrochen werden muss. Dies kann durch das Schließen eines Ventils oder das Abschalten eines Lüfters erfolgen. Flammendurchschlagsicherungen, die mit Temperatursensoren auf beiden Seiten der Bandsicherung ausgerüstet sind, sind für den bidirektionalen Gebrauch geeignet.

## Anwendungsgebiete
- Be- und Entlüftung von Tanklagern
- Deponie- und Biogasanlagen
- Klärgasverwertung
- Abluftverbrennungsanlagen
- Grubengasverwertung
- Chemische Industrie mit der Verwendung von Lösungsmitteln

Richtlinien
- EU-Richtlinie 2014/34/EU („ATEX 114“) Explosionsschutz-Produkte- oder Explosionsschutz-Binnenmarkt-Richtlinie nach Art. 114 AEUV (ex. 94/9/EG)
- EU-Richtlinie 1999/92/EG („ATEX 153“) Explosionsschutz-Betreiber-Richtlinie (Sozialstandard nach Art. 153 AEUV)

Normen
- EN ISO 16852:2016
- EN 1127-1:2019-10

Bauformen
- exzentrisch

- konzentrisch
- rechtwinklig
- Rohrend- / End of line
- 30° Konizität
- 2 × DN größeres Filterelement

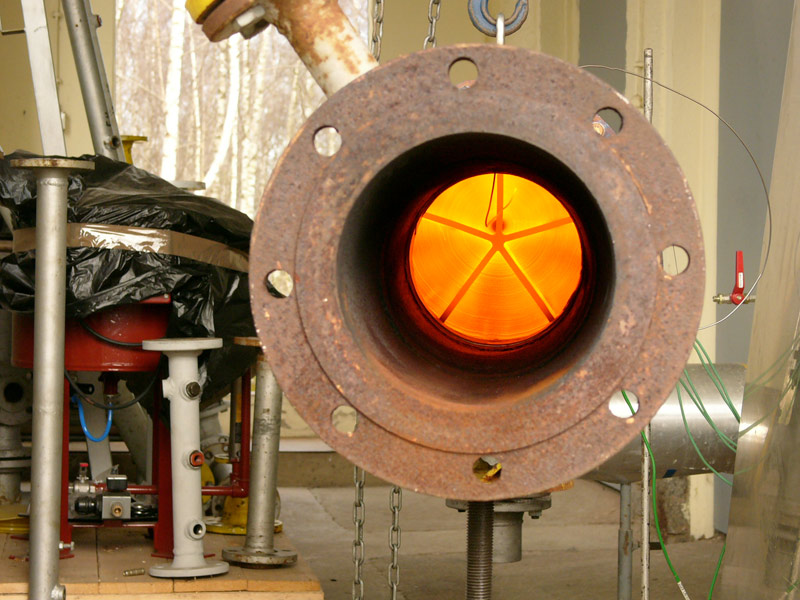
Flammendurchschlagsicherung bei der Baumusterprüfung

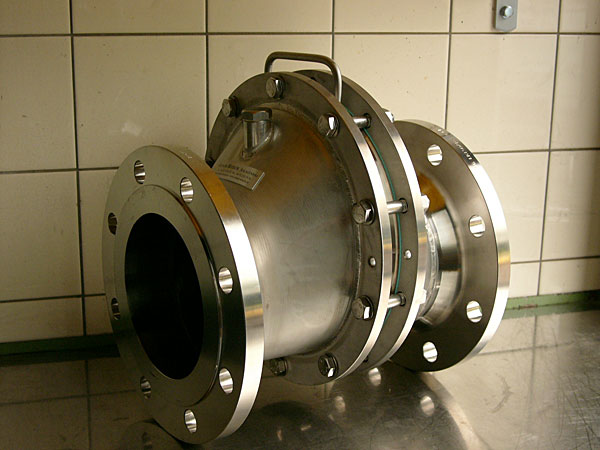
Flammendurchschlagsicherung in exzentrischer Bauform, komplett aus Edelstahl

Weitere Ausführungsformen von Flammendurchschlagsicherungen:
- Wassertauchungen,
- Flüssigkeitsverschlüsse (mit flüssigem Produkt als Sperre; Aufbau wie ein Siphon),
- Hochgeschwindigkeitsventile (sog. dynamische Flammensperre)

An Tauchungen wird ein potentiell explosionsfähiges Gasgemisch durch Wasser mit einer abgesicherten Mindesthöhe geleitet. Die Wasservorlage verhindert so rückwärts die Ausbreitung einer Explosion.
Zellenradschleusen und Löschmittelsperren gelten nicht als Flammendurchschlagsicherungen, da sie nur für den Einsatz bei Stäuben vorgesehen sind.